# Јоханес Фојгтман
Јоханес Фојгтман (Ајзенах, 30. септембар 1992) немачки је кошаркаш. Игра на позицијама центра и крилног центра, а тренутно наступа за Бајерн Минхен.

## Биографија
Фојгтман је сениорску каријеру започео 2010. године у екипи Сајенс Сити Јена и тамо се задржао две сезоне. Године 2012. са франкфуртским Скајлајнерсима потписао је двогодишњи уговор, а 2014. сарадњу са њима продужио је за још две сезоне. У дресу Скајлајнерса је у сезони 2015/16. освојио ФИБА Куп Европе. У јуну 2016. је постао играч Саски Басконије у чијем дресу је провео наредне три сезоне. У јулу 2019. је потписао за московски ЦСКА. У екипи ЦСКА је био до фебруара 2022. када је напустио клуб због инвазије Русије на Украјину. У септембру 2022. је потписао уговор са  Олимпијом из Милана.
Наступао је за сениорску репрезентацију Немачке на Европским првенствима 2015, 2017 и 2022, на Светском првенству 2019. и на Олимпијским играма 2021. године.

## Успеси

### Клупски
- Скајлајнерс:
  - ФИБА Куп Европе (1): 2015/16.
- ЦСКА Москва :
  - ВТБ јунајтед лига (1): 2020/21.
  - Суперкуп ВТБ јунајтед лиге (1): 2021.
- Олимпија Милано:
  - Првенство Италије (2): 2022/23, 2023/24.

### Репрезентативни
- Европско првенство:  2022.
- Светско првенство:  2023.